# Drválovice
Drválovice (dříve Drvalovice) je vesnice, část obce Vanovice v okrese Blansko. Nachází se asi 1,5 km na západ od Vanovic. Je zde evidováno 64 adres. Trvale zde žije 138 obyvatel.
Drválovice je také název katastrálního území o rozloze 4,84 km2.

## Název
Na vesnici bylo přeneseno původní pojmenování jejích obyvatel Drvalovici odvozené od osobního jména Drval (zřejmě totožného s obecným drval - "dřevorubec" doloženým nicméně jen ze staré polštiny), které znamenalo "Drvalovi lidé".